# Pero egens
Pero egens är en fjärilsart som beskrevs av Paul Dognin 1912. Pero egens ingår i släktet Pero och familjen mätare. Inga underarter finns listade i Catalogue of Life.